# Peder Mørk Mønsted
Peder Mørk Mønsted (ur. 10 grudnia 1859 w Balle Mølle, zm. 21 czerwca 1941 w Fredensborgu) – duński malarz. Przedstawiciel realizmu. Sławę przyniosły mu pejzaże utrzymane w tonie realistycznym. Do jego ulubionych motywów malarskich należały scenerie zimowe oraz leśne.

## Życiorys
Urodził się w miejscowości Balle Mølle, położonej w pobliżu miasta Grenaa w Danii, jako syn Otto Christiana Mønsteda i Thory Johanne Petrei z domu Jorgensen. Jego ojciec był zamożnym budowniczym statków. Mønsted już w od najmłodszych lat zaczął przejawiać zdolności artystyczne i został zapisany na lekcje malarstwa w szkole artystycznej w Aarhus. W latach 1875–1879 studiował w Królewskiej Duńskiej Akademii Sztuk u Nielsa Simonsena i Juliusa Exnera. W 1878 rozpoczął studia pod kierunkiem artysty Pedera Severina Krøyera. W 1882 przebywał w Rzymie i na Capri, a następnym roku odwiedził Paryż, gdzie pracował w pracowniach Williama Adolphe’a Bouguereau. W trakcie tych zagranicznych praktyk stopniowo rozwinął osobisty styl akademickiego naturalizmu.
Kolejne lata swojego życia poświęcił dalszym podróżom. W 1889 wyjechał do Algierii. Trzy lata później udał się do Grecji, gdzie gościł na dworze króla Jerzego I, który z pochodzenia również był Duńczykiem. W trakcie tego pobytu wykonał portrety greckiej rodziny królewskiej. Następnie odwiedził Egipt i Hiszpanię. W późniejszych latach spędził dużo czasu w Szwajcarii, a także podróżował po całym basenie Morza Śródziemnego. Jego podróże zaowocowały licznymi szkicami i obrazami, które następnie prezentował na międzynarodowych wystawach. Szczególną popularność jego prace zdobyły w Niemczech, gdzie często były wystawiane w Glaspalast w Monachium.
W późniejszym okresie życia powracał do Danii, wciąż jednak wiodąc podróżniczy tryb życia. Na przełomie XIX i XX wieku stał się jednym z najbardziej znanych pejzażystów w Europie. Zmarł w 1941 roku w wieku 81 lat podczas pobytu w swojej ojczyźnie, znajdującej się w tym czasie pod okupacją nazistowskich niemiec.

## Życie prywatne
W 1889 roku ożenił się z Elną Mathilde Marie Sommer (1869-1940), z którą miał czworo dzieci.

## Wybrana twórczość

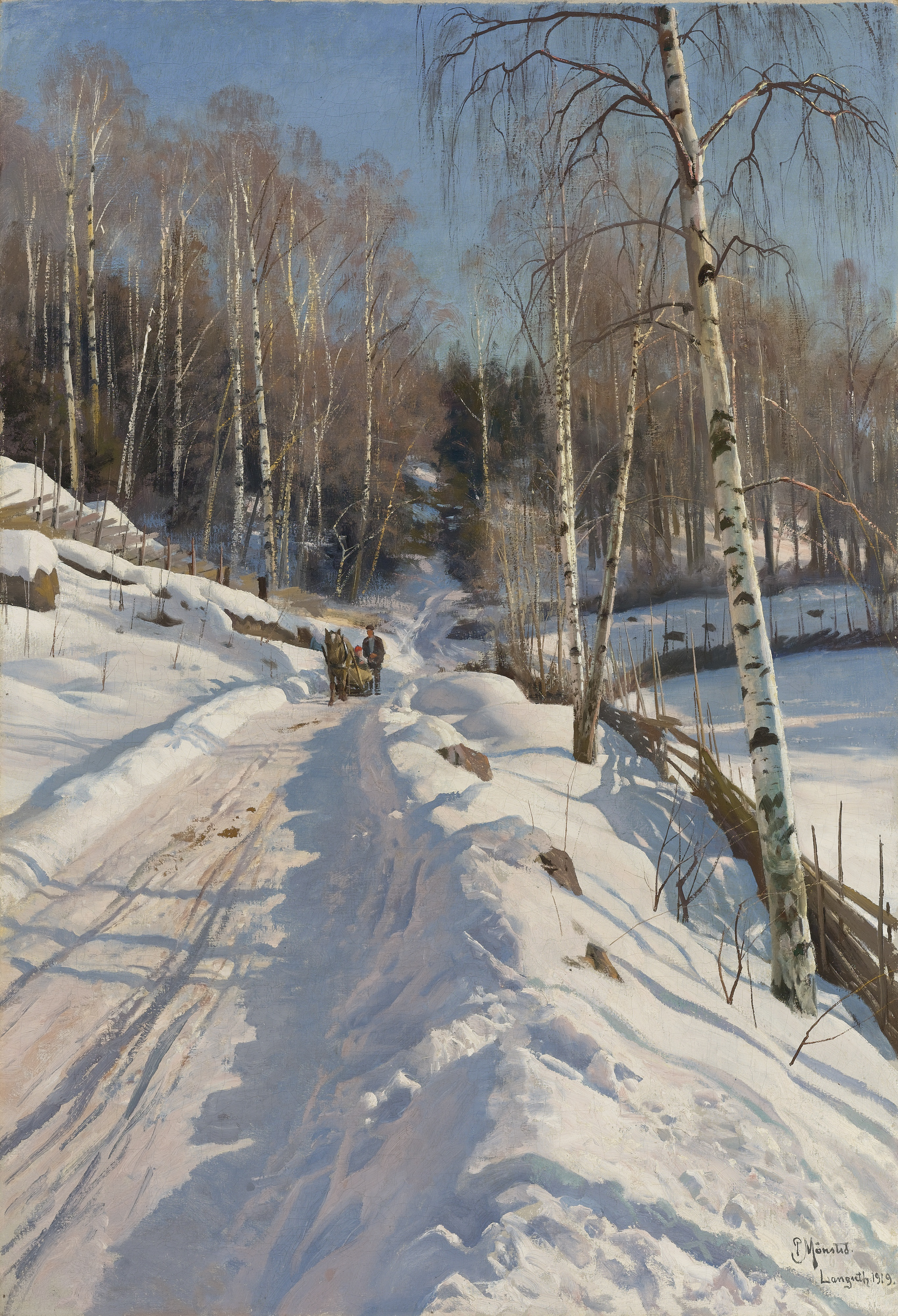
Kulig w słoneczny zimowy dzień
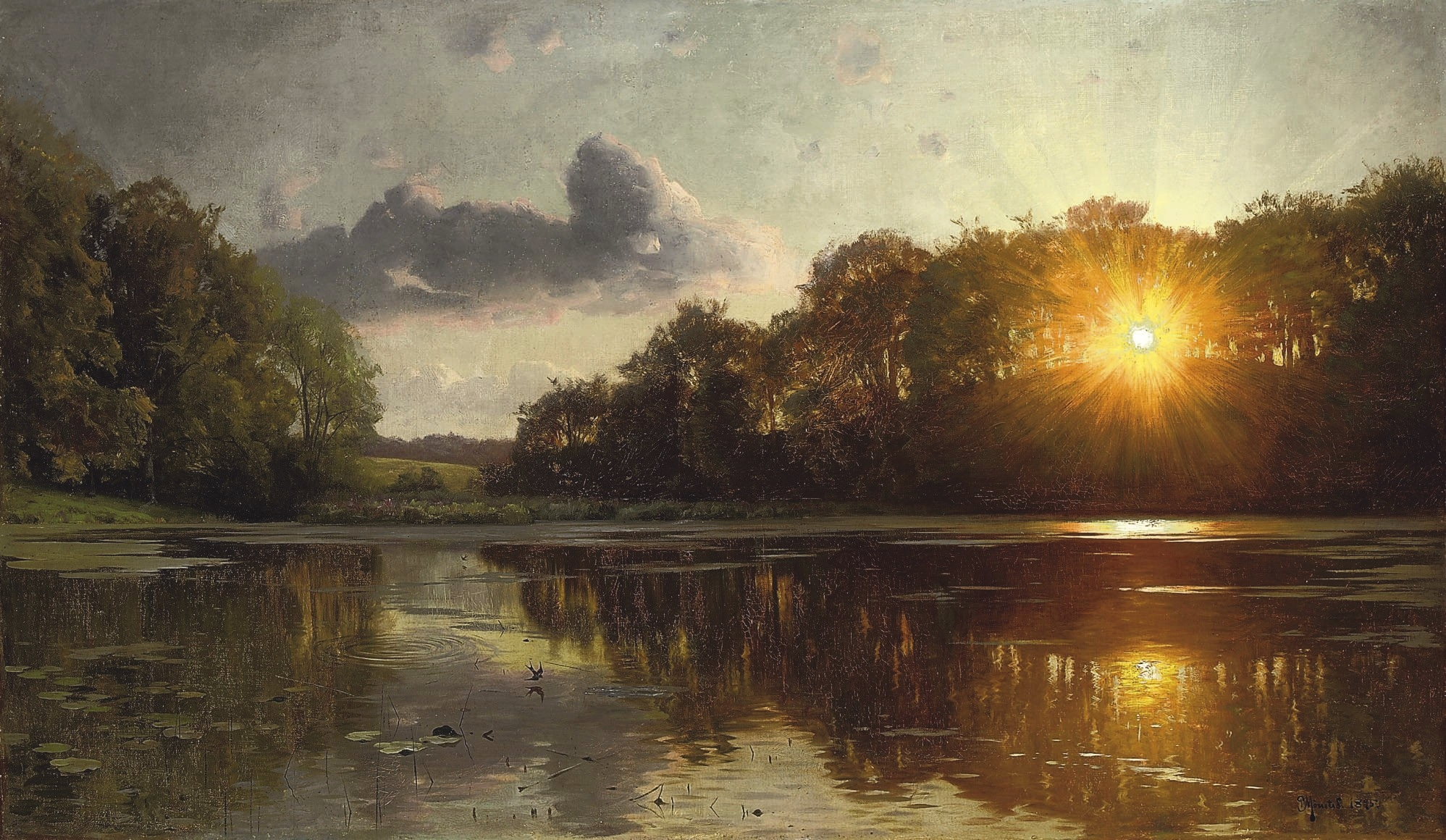
Zachód słońca nad leśnym jeziorem
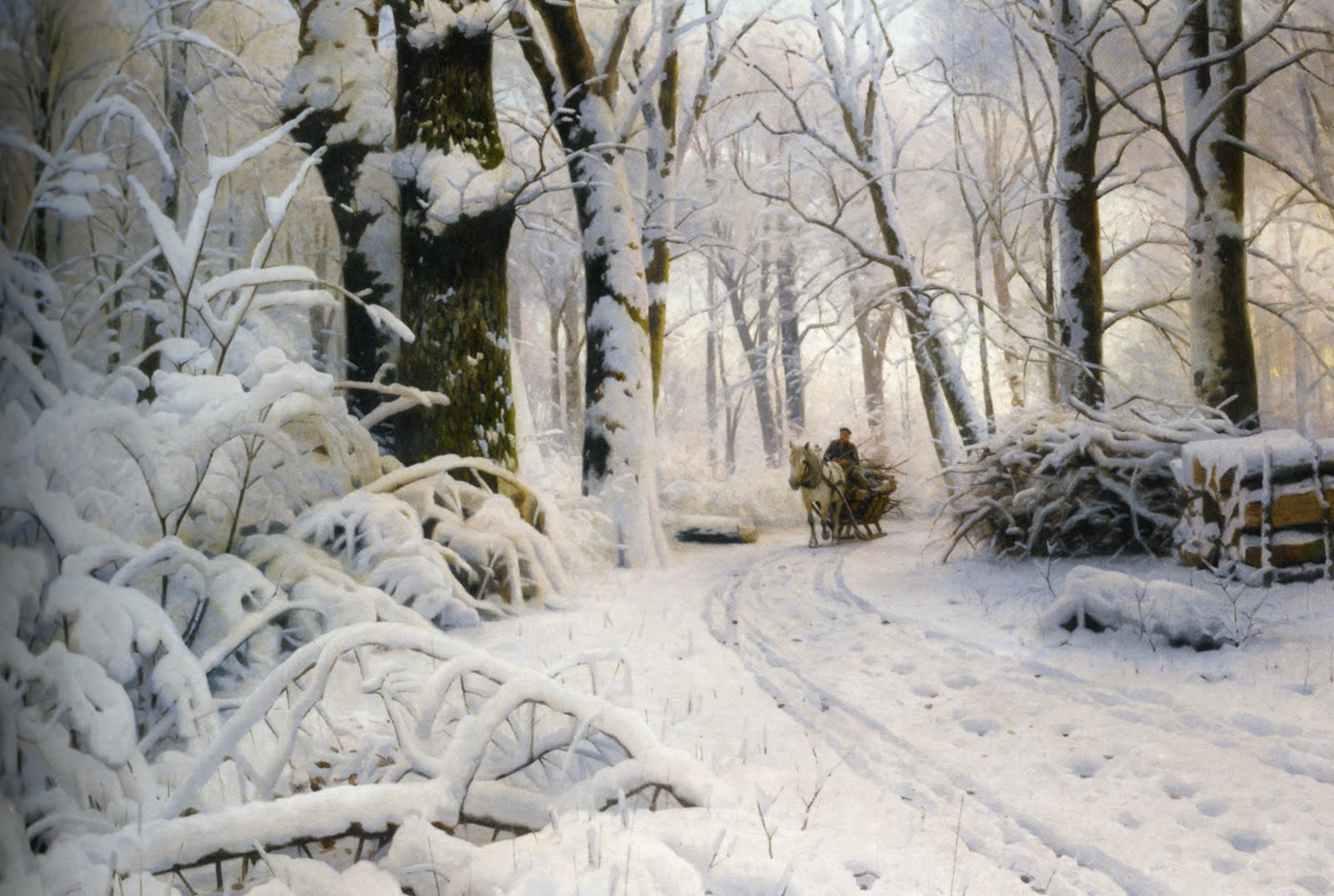
Lasy w śniegu
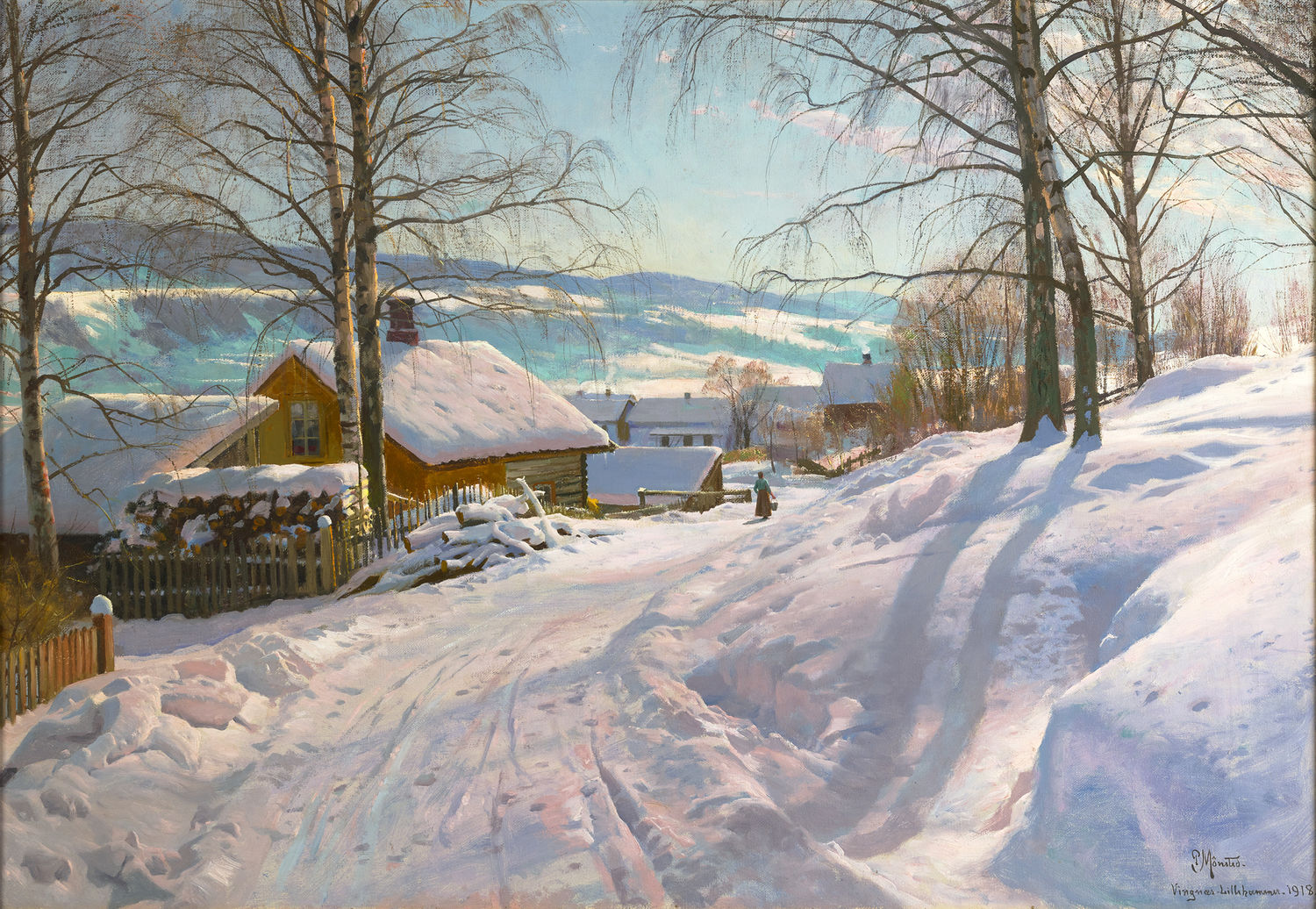
Vingnas, Lillehammer
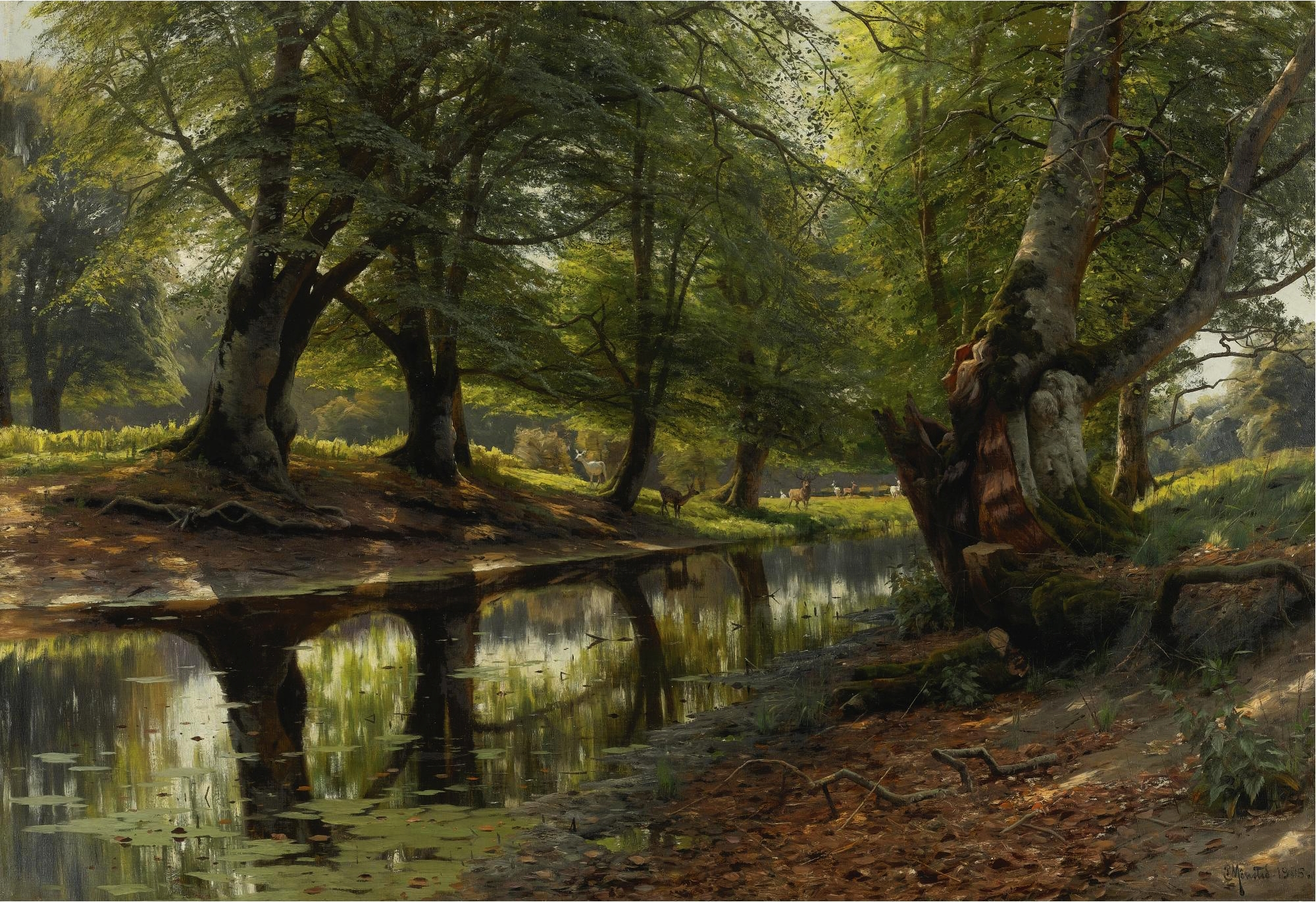
Strumień i jeleń
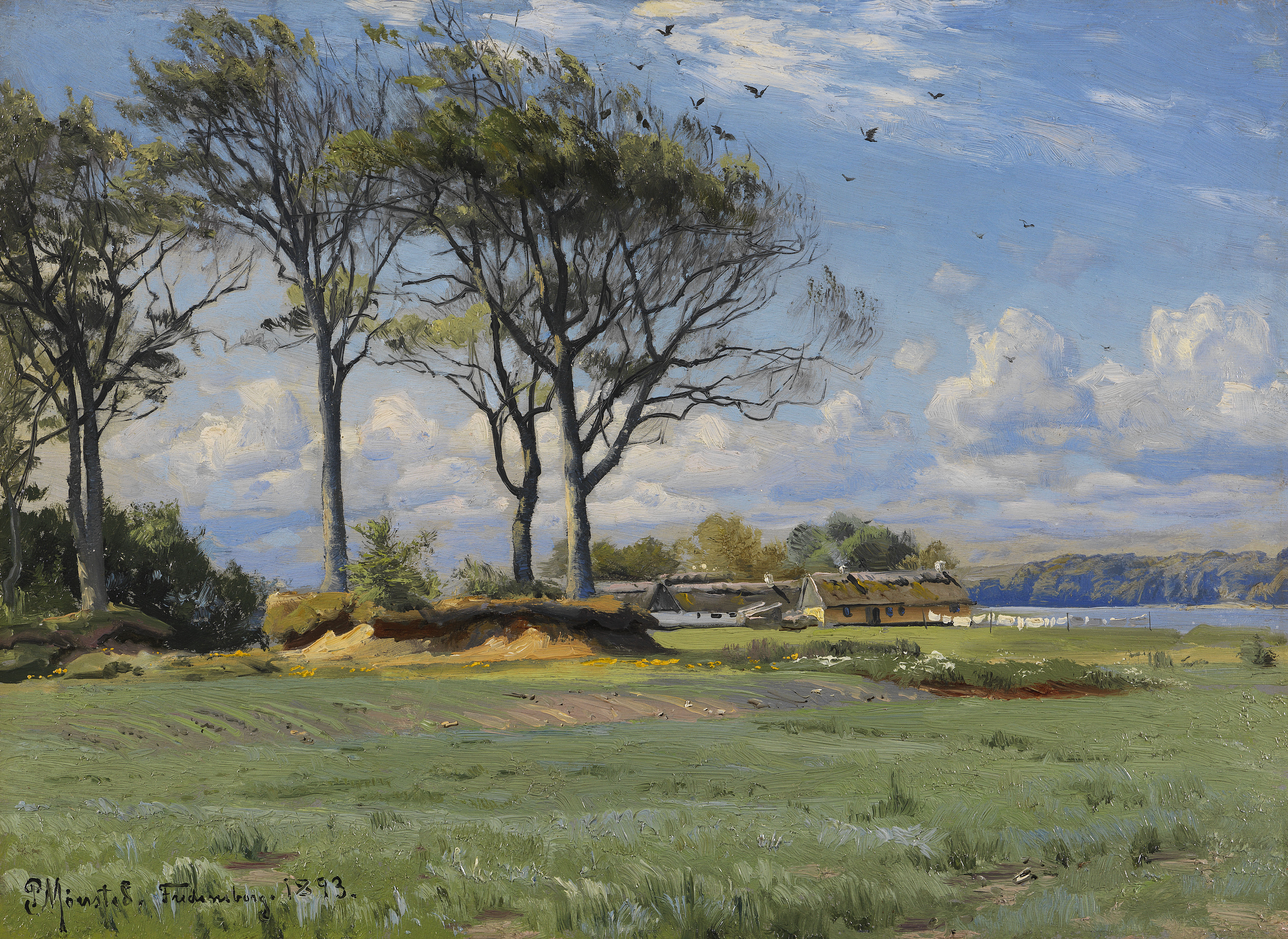
Refleksje na temat wiosny
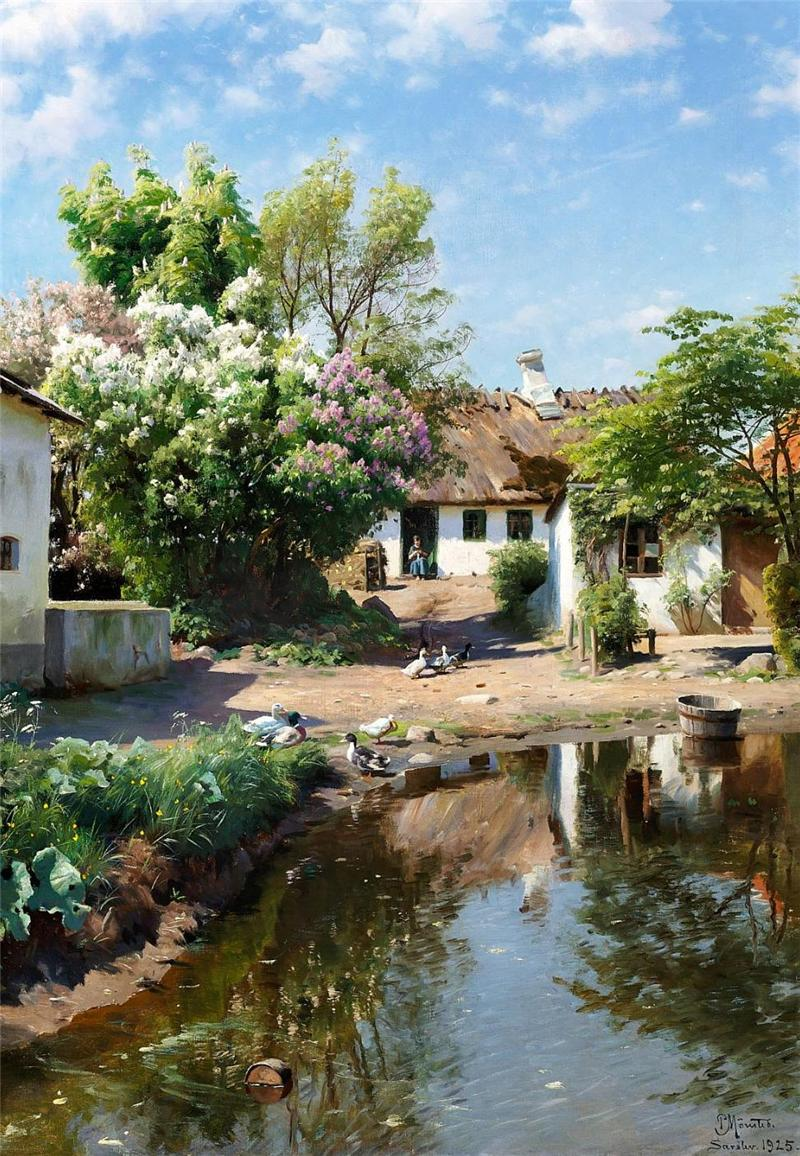
Krajobraz wiejski
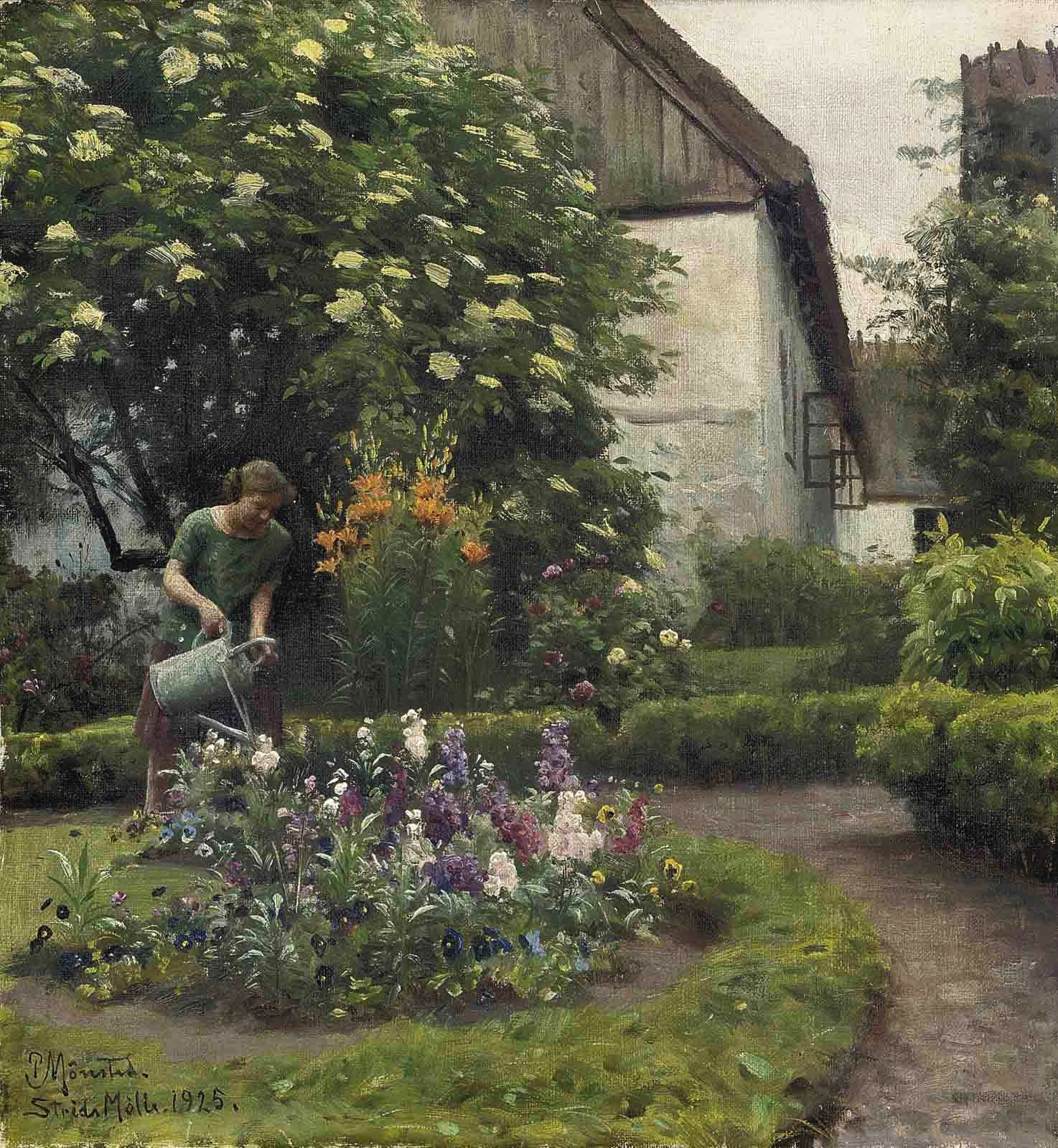
Podlewanie ogrodu
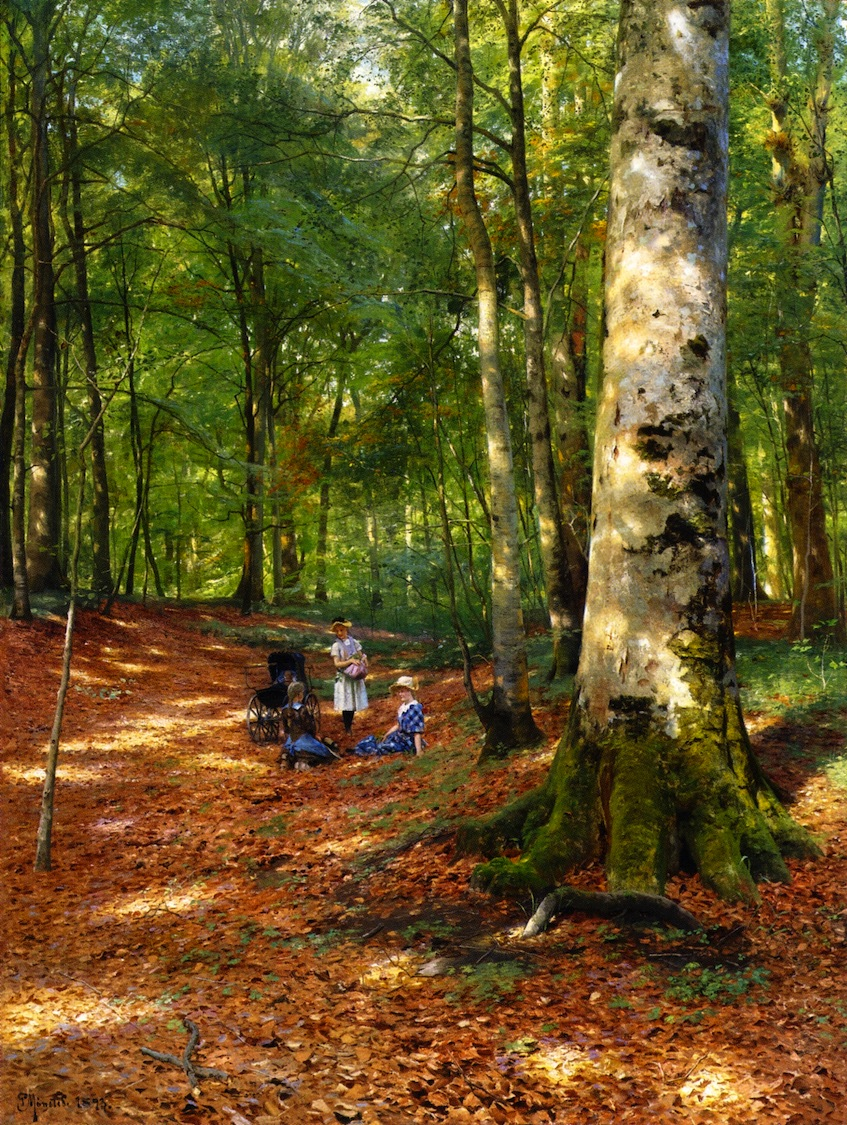
Leśna Polana
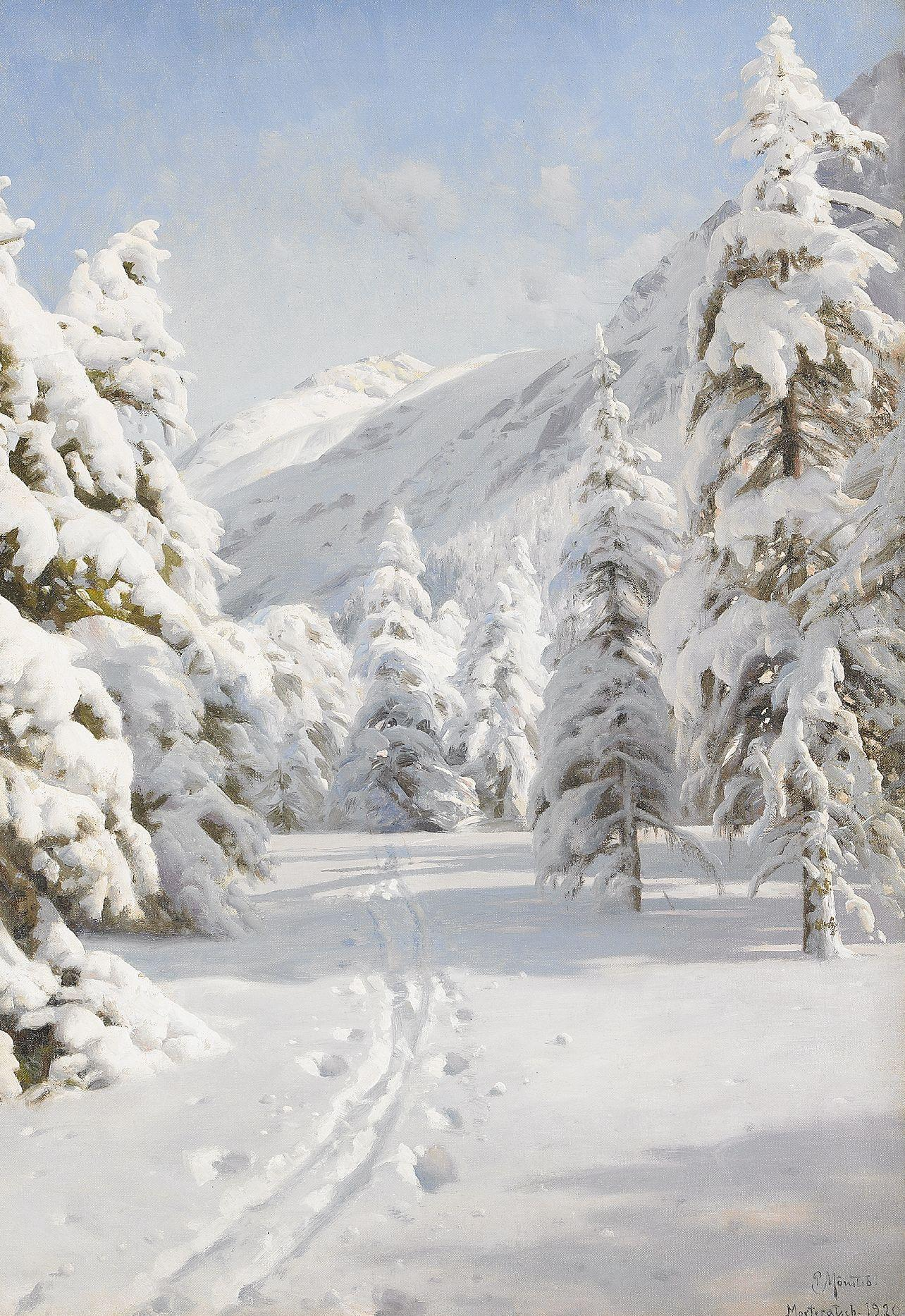
Zimowy krajobraz
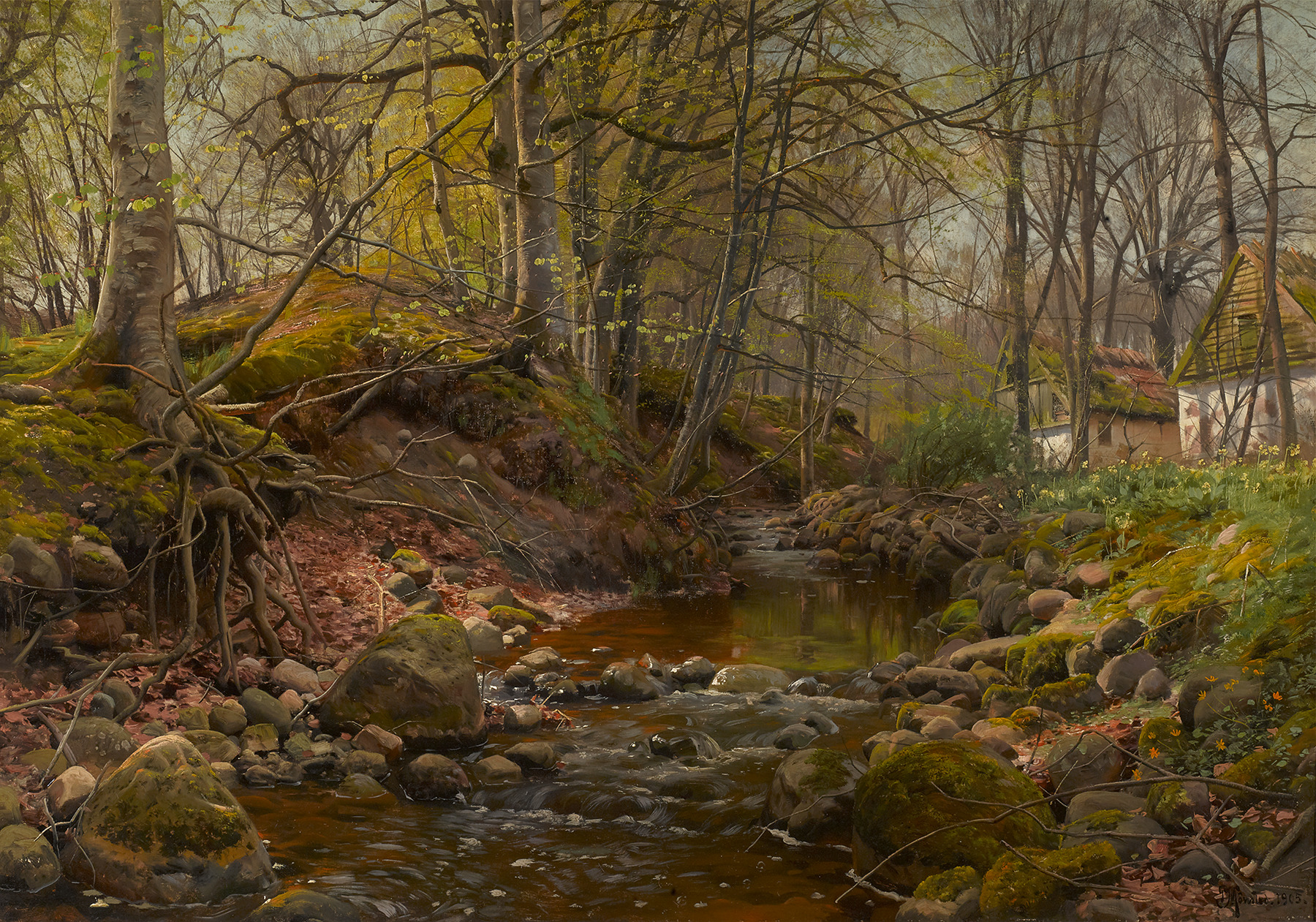
Leśny potok
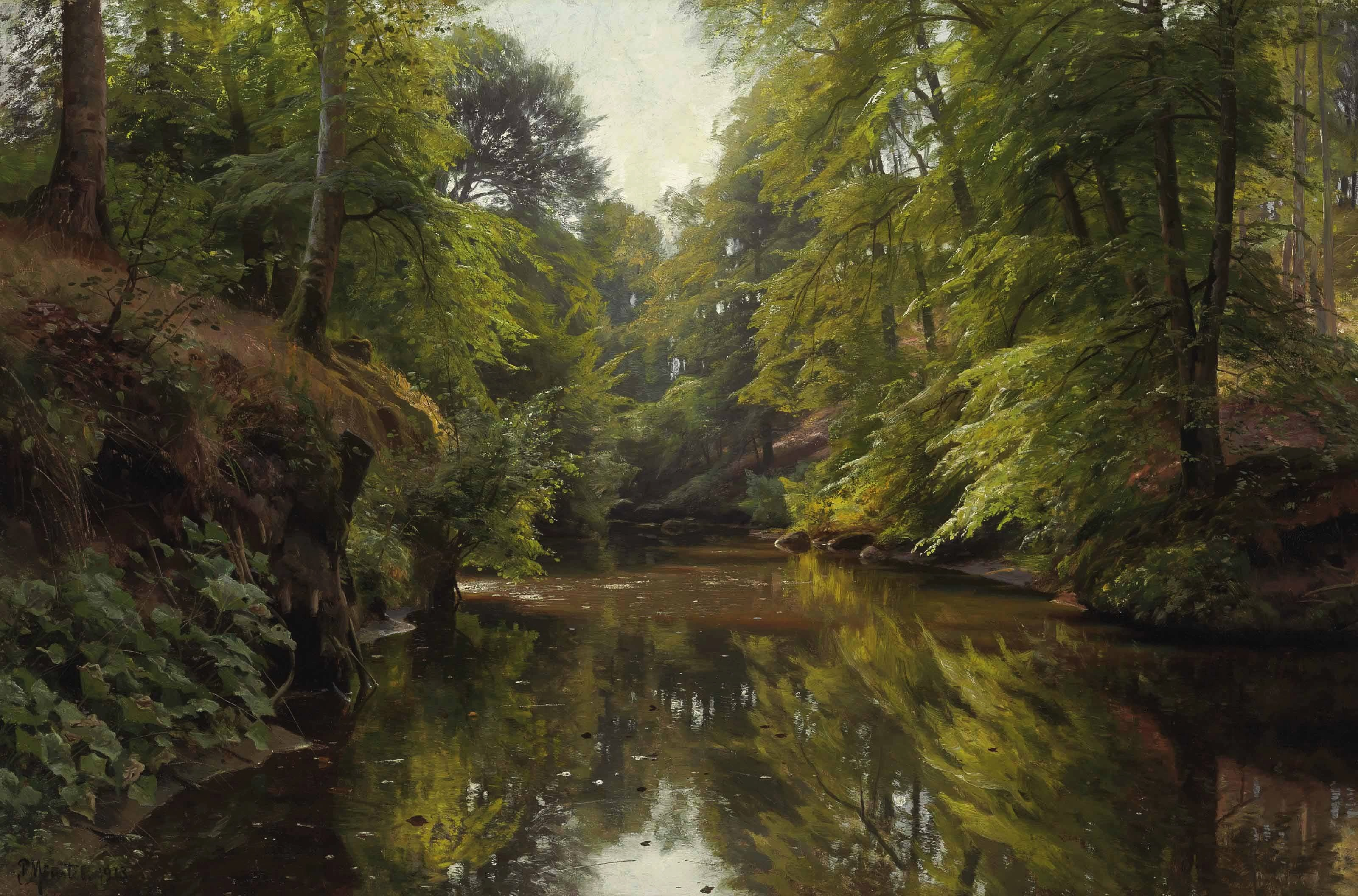
Zalesiona rzeka
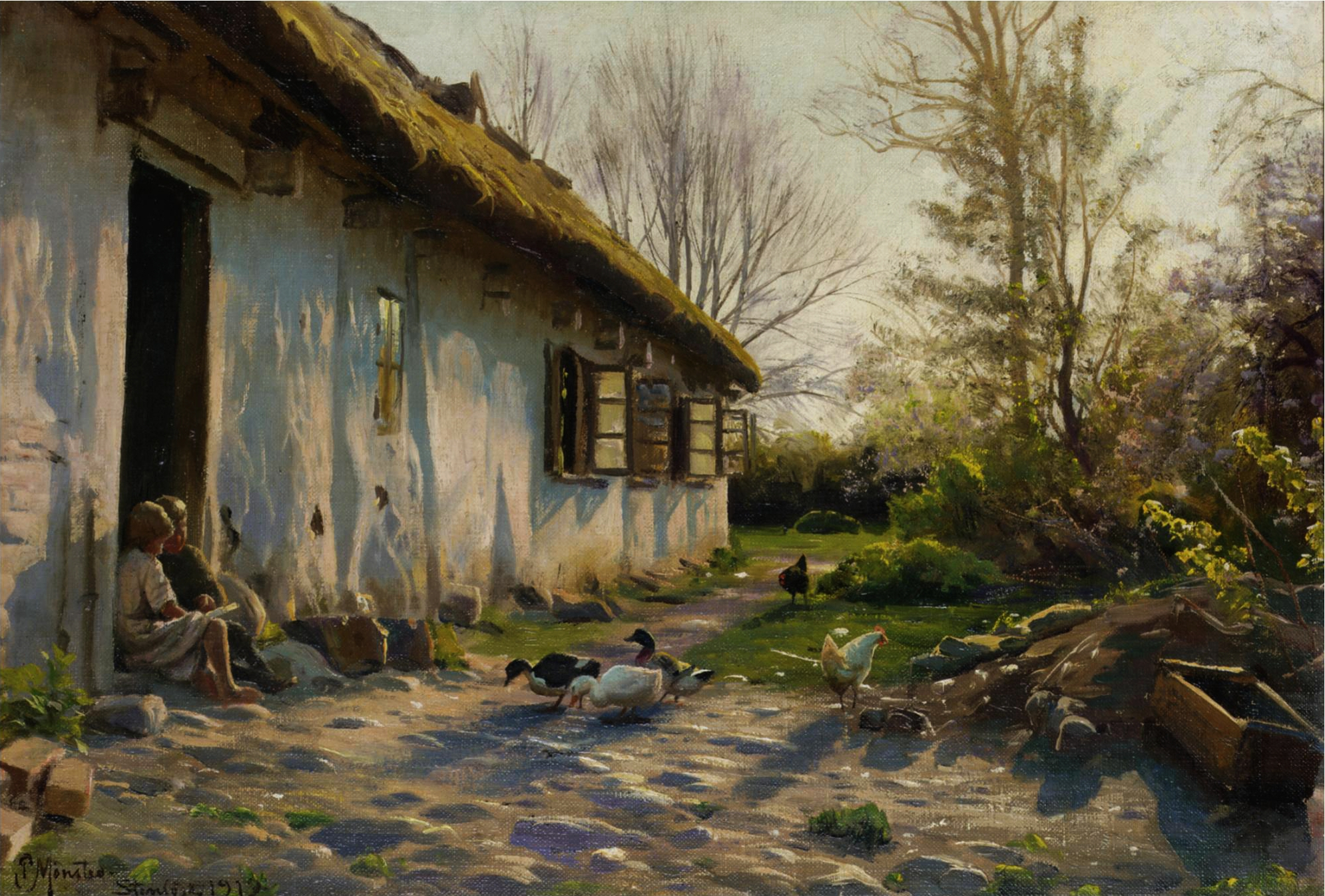
Dzieci karmiące kaczki o wschodzie słońca
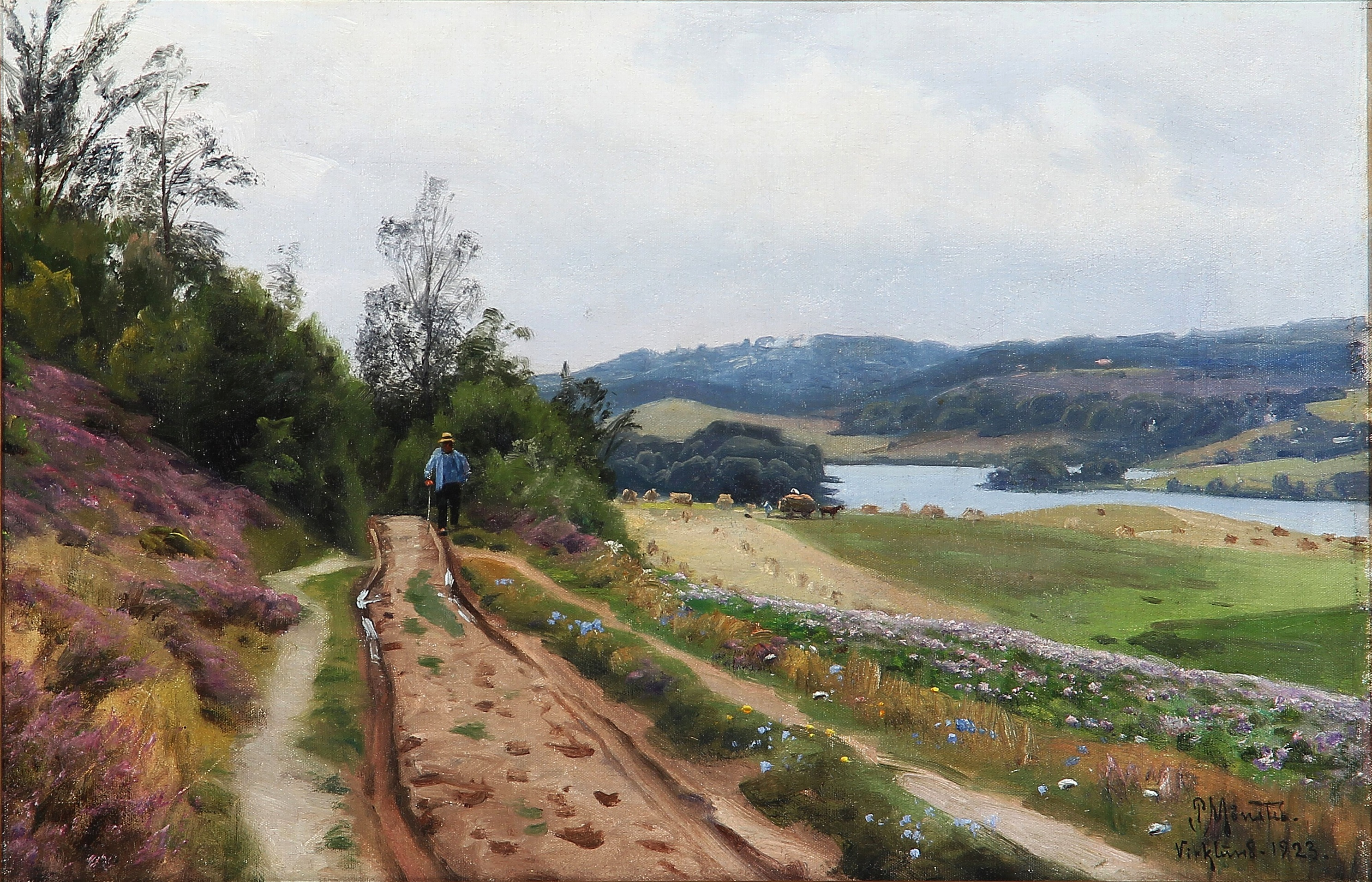
Letnia droga w pobliżu Virklund
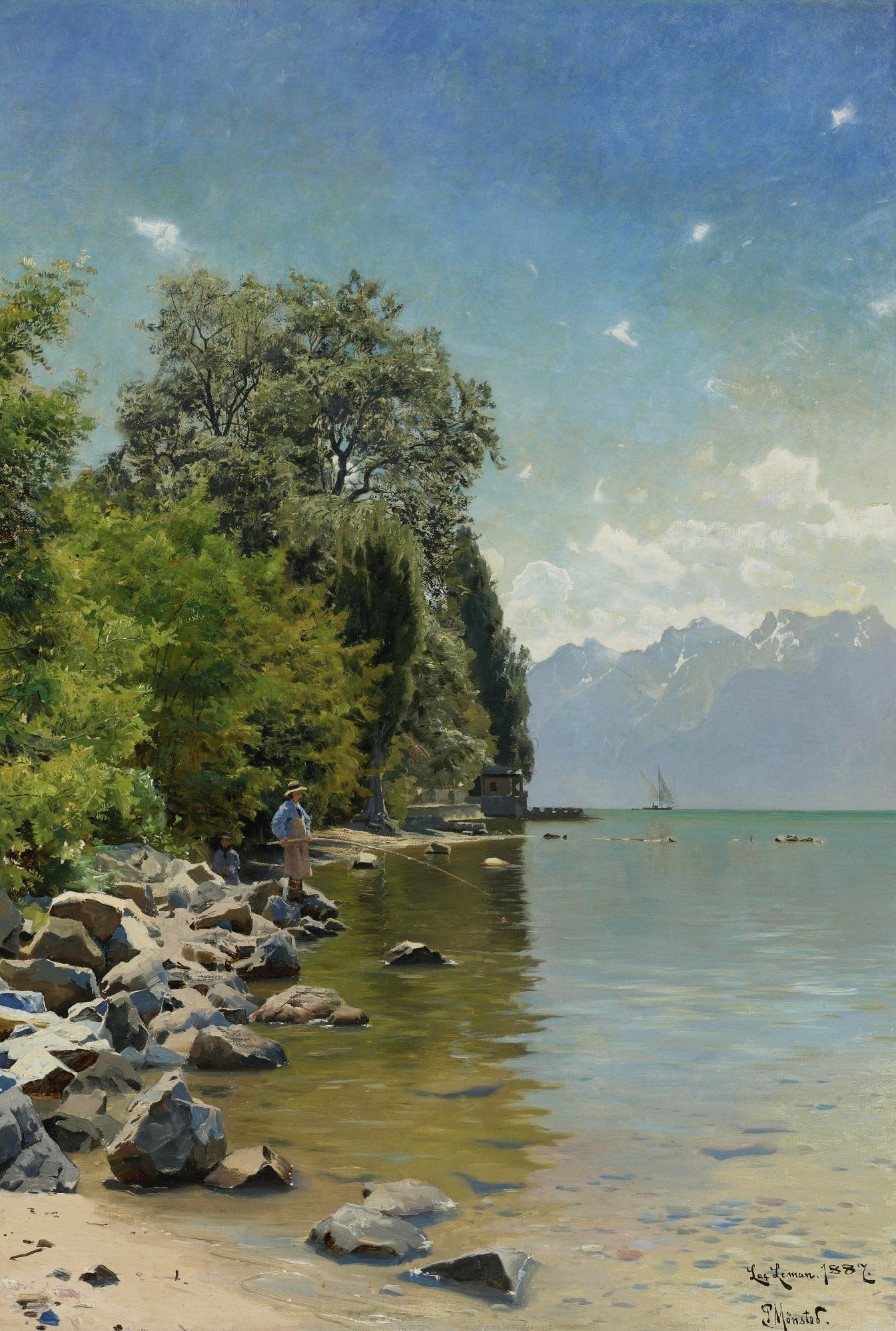
Jezioro Genewskie